# Mount Denucé
Mount Denucé är ett berg i Antarktis. Det ligger i Västantarktis. Argentina, Chile och Storbritannien gör anspråk på området. Toppen på Mount Denucé är 1 535 meter över havet.
Terrängen runt Mount Denucé är kuperad söderut, men norrut är den bergig. Trakten är obefolkad. Det finns inga samhällen i närheten.